# Flaminia Vernice
Flaminia Vernice (1 de febrero de 2007) es una deportista italiana que compite en natación sincronizada. Ganó una medalla de plata en el Campeonato Europeo de Natación de 2024, en la prueba dúo libre mixto.

## Palmarés internacional
| Campeonato Europeo | Campeonato Europeo | Campeonato Europeo | Campeonato Europeo |
| Año                | Lugar              | Medalla            | Prueba             |
| ------------------ | ------------------ | ------------------ | ------------------ |
| 2024               | Belgrado (Serbia)  | Medalla de plata   | Dúo libre mixto    |